# NCSM Courtenay (J262)
Le NCSM Courtenay (pennant number J262) (ou en anglais HMCS Courtenay) est un dragueur de mines de la Classe Bangor lancé pour la Marine royale canadienne (MRC) et qui a servi pendant la Seconde Guerre mondiale.

## Conception
Le Courtenay est commandé dans le cadre du programme de la classe Bangor de 1940-41 le 23 février 1940 pour le chantier naval de Prince Rupert Dry Dock and Shipyards de Prince Rupert en Colombie-Britannique au Canada. La pose de la quille est effectuée le 20 juin 1940, le Courtenay est lancé le 3 octobre 1940 et mis en service le 22 août 1941.
La classe Bangor doit initialement être un modèle réduit de dragueur de mines de la classe Halcyon au service de la Royal Navy,. La propulsion de ces navires est assurée par trois types de motorisation : moteur diesel, moteur à vapeur à pistons et turbine à vapeur. Cependant, en raison de la difficulté à se procurer des moteurs diesel, la version diesel a été réalisée en petit nombre.
Les dragueurs de mines de classe Bangor version canadienne déplacent 683 tonnes en charge normale . Afin de pouvoir loger les chaufferies, ce navire a des dimensions plus grandes que les premières versions à moteur diesel avec une longueur totale de 54,9 mètres, une largeur de 8,7 mètres et un tirant d'eau de 2,51 mètres. Ce navire est propulsé par deux moteurs alternatifs verticaux à triple détente alimentés par deux chaudières à tubes d'eau à trois tambours Admiralty et entraînant deux arbres d'hélices. Le moteur développe une puissance de 2 400 chevaux-vapeur (1 790 kW) et atteint une vitesse maximale de 16 nœuds (30 km/h).
Leur manque de taille donne aux navires de cette classe de faibles capacités de manœuvre en mer, qui seraient même pires que celles des corvettes de la classe Flower. Les versions à moteur diesel sont considérées comme ayant de moins bonnes caractéristiques de maniabilité que les variantes à moteur alternatif à faible vitesse. Leur faible tirant d'eau les rend instables et leurs coques courtes ont tendance à enfourner la proue lorsqu'ils sont utilisés en mer de face.
Les navires de la classe Bangor sont également considérés comme exiguës pour les membres d'équipage, entassant 6 officiers et 77 matelots dans un navire initialement prévu pour un total de 40.

## Histoire

### Seconde Guerre mondiale
Après sa mis en service dans la Marine royale du Canada le 21 mars 1942 à Prince Rupert, le Courtenay passe la totalité de la Seconde Guerre mondiale sur la côte Ouest du Canada. Le Courtenay fait partie des huit dragueurs de mines ajoutés à la force protégeant la côte ouest au cours des cinq premiers mois de 1942, du fait de la nécessité d'établir une force plus importante à la suite de l'attaque japonaise sur Pearl Harbor. Affectés aux unités de patrouille de la Esquimalt Force opérant depuis Esquimalt en Colombie-Britannique ou depuis la Prince Rupert Force, la principale tâche des dragueurs de mines de classe Bangor après leur mise en service sur la côte Ouest est d'effectuer la Western Patrol (patrouille occidentale). Cela consiste à patrouiller sur la côte ouest de l'île de Vancouver, inspecter les bras de mer et les détroits et passer les îles Scott jusqu'au canal Gordon à l'entrée du détroit de la Reine-Charlotte et de revenir,.

### Après-guerre
Après la fin de la guerre, le Courtenay est désarmé à Esquimalt le 5 novembre 1945. Le dragueur de mines est vendu à la Union Steamship Company pour une conversion commerciale le 3 avril 1946,. Cependant, la conversion n'a jamais lieu et le sort du navire reste inconnu, Macpherson et Barrie indiquant une offre d'achat d'une entreprise de San Francisco en 1951 et le Miramar Ship Index affirmant que le navire est démoli en 1946,.

### Commandement
- T/Lieutenant (T/Lt.) Albert Rudolph Ascah (RCNR) du 2 mars 1942 à début 1945
- T/Lieutenant (T/Lt.) William Norman Black (RCNVR) de début 1945 au 5 novembre 1945

Notes:
RCNR: Royal Canadian Naval Reserve
RCNVR: Royal Canadian Naval Volunteer Reserve 